# Нове Андіберево
Нове Андібе́рево (рос. Новое Андиберево, чув. Çĕнĕ Эйпеç) — присілок у складі Яльчицького району Чувашії, Росія. Входить до складу Лащ-Таябинського сільського поселення.
Населення — 274 особи (2010; 329 у 2002).
Національний склад:
- чуваші — 99 %